# Élections sénatoriales de 2008 en Polynésie française
Les élections sénatoriales en Polynésie française ont eu lieu le dimanche 21 septembre 2008. Elles ont eu pour but d'élire les sénateurs représentant la collectivité au Sénat pour un mandat de six années.

## Contexte départemental
Lors des élections sénatoriales du 27 septembre 1998 en Polynésie française, un sénateur RPR a été élu, Gaston Flosse.
Depuis, tous les effectifs du collège électoral des grands électeurs ont été renouvelés, avec les élections législatives françaises de 2007 et les élections municipales françaises de 2008.

## Rappel des résultats de 1998
|                | Gaston Flosse       | Tahoeraa       | 385 | 79,88  |  |  |
|                | Jean-Marius Raapoto | Tavini         | 89  | 18,46  |  |  |
|                | Yves Conroy         | DVG            | 8   | 1,66   |  |  |
|                |                     |                |     |        |  |  |
| Inscrits       | Inscrits            | Inscrits       | 507 | 100,00 |  |  |
| Abstentions    | Abstentions         | Abstentions    | 6   | 1,18   |  |  |
| Votants        | Votants             | Votants        | 501 | 98,82  |  |  |
| Blancs et nuls | Blancs et nuls      | Blancs et nuls | 19  | 3,79   |  |  |
| Exprimés       | Exprimés            | Exprimés       | 482 | 96,21  |  |  |

## Sénateur sortant
| Sénateur | Sénateur      | Parti    | Fonctions lors de l'élection en 1998                |
| -------- | ------------- | -------- | --------------------------------------------------- |
|          | Gaston Flosse | Tahoeraa | Président de la Polynésie française, maire de Pirae |

## Présentation des candidats et des suppléants
Les nouveaux représentants sont élus pour une législature de 6 ans au suffrage universel indirect par les 697 grands électeurs de la collectivité. En Polynésie française, les sénateurs sont élus au scrutin majoritaire à deux tours. Compte tenu des évolutions démographiques, leur nombre change en 2008, passant d'1 à 2 sénateurs. Ils sont 12 candidats dans la collectivité, chacun avec un suppléant.
| T/S | Candidats | Candidats              | Parti         | Principale fonction                                          |
| --- | --------- | ---------------------- | ------------- | ------------------------------------------------------------ |
| T   |           | Jacky Bryant           | Heiura        |                                                              |
| S   |           | Olivier-David Champion | Heiura        |                                                              |
| T   |           | Richard Tuheiava       | Tavini        | Conseiller municipal d'Arue                                  |
| S   |           | Oscar Temaru           | Tavini        | Président de l'Assemblée territoriale, maire de Faaa         |
| T   |           | Heimata Mairau         | DVD           |                                                              |
| S   |           | Lorick Vernaudon       | DVD           |                                                              |
| T   |           | Gilles Helme           | DVD           |                                                              |
| S   |           | Gwendoline Panai       | DVD           |                                                              |
| T   |           | Teiva Manutahi         | Porinetia Ora |                                                              |
| S   |           | Bran Quinquis          | Porinetia Ora |                                                              |
| T   |           | Béatrice Vernaudon     | TTA           | Maire de Pirae, ancienne députée                             |
| S   |           | Benoït Kautai          | TTA           |                                                              |
| T   |           | Gaston Tong Sang       | TTA           | Président de la Polynésie française, maire de Bora-Bora      |
| S   |           | Teina Maraeura         | TTA           |                                                              |
| T   |           | Gaston Flosse          | Tahoeraa      | Sénateur sortant, ancien président de la Polynésie française |
| S   |           | Teriitepaiatua Maihi   | Tahoeraa      |                                                              |

## Résultats
|                | Gaston Flosse      | Tahoeraa       | 372   | 53,45  |  |  |
|                | Richard Tuheiava   | Tavini         | 361   | 51,87  |  |  |
|                | Gaston Tong Sang   | TTA            | 318   | 45,69  |  |  |
|                | Béatrice Vernaudon | TTA            | 308   | 44,25  |  |  |
|                | Teiva Manutahi     | Porinetia Ora  | 6     | 0,86   |  |  |
|                | Heimata Mairau     | DVD            | 5     | 0,72   |  |  |
|                | Gilles Helme       | DVD            | 5     | 0,72   |  |  |
|                | Jacky Bryant       | Heiura         | 1     | 0,14   |  |  |
|                |                    |                |       |        |  |  |
| Inscrits       | Inscrits           | Inscrits       | 1 686 | 100,00 |  |  |
| Abstentions    | Abstentions        | Abstentions    | 12    | 0,71   |  |  |
| Votants        | Votants            | Votants        | 1 674 | 99,29  |  |  |
| Blancs et nuls | Blancs et nuls     | Blancs et nuls | 58    | 3,46   |  |  |
| Exprimés       | Exprimés           | Exprimés       | 1 616 | 96,54  |  |  |